# Paliastomi
Paliastomi (georgiska: პალიასტომი) är en sjö i västra Georgien, Den ligger  på gränsen mellan regionerna Gurien och Megrelien-Övre Svanetien, nära staden Poti. Sjön ligger nära Svarta havet och har, sedan en kanal tillkommit, ett visst vattenutbyte med detta, vilket gör att sjön har bräckt vatten. Arean är 17,3 kvadratkilometer.